# Czarna Dąbrówka (gromada w powiecie słupskim)
Czarna Dąbrówka (od 196? Nożyno) – dawna gromada, czyli najmniejsza jednostka podziału terytorialnego Polskiej Rzeczypospolitej Ludowej w latach 1954–1972.
Gromady, z gromadzkimi radami narodowymi (GRN) jako organami władzy najniższego stopnia na wsi, funkcjonowały od reformy reorganizującej administrację wiejską przeprowadzonej jesienią 1954 do momentu ich zniesienia z dniem 1 stycznia 1973, tym samym wypierając organizację gminną w latach 1954–1972.
Gromadę Czarna Dąbrówka z siedzibą GRN w Czarnej Dąbrówce utworzono – jako jedną z 8759 gromad na obszarze Polski – w powiecie słupskim w woj. koszalińskim na mocy uchwały nr 43/54 WRN w Koszalinie z dnia 5 października 1954. W skład jednostki weszły obszary dotychczasowych gromad Czarna Dąbrówka, Kleszczyniec i Podkomorzyce ze zniesionej gminy Nożyno oraz obszar dotychczasowej gromady Jerzkowice ze zniesionej gminy Rokity w tymże powiecie. Dla gromady ustalono 10 członków gromadzkiej rady narodowej.
31 grudnia 1959 gromadę Czarna Dąbrówka przyłączono do powiatu bytowskiego w tymże województwie, równocześnie włączono do niej obszar zniesionej gromady Nożyno w tymże powiecie.
Gromadę Czarna Dąbrówka zniesiono pomiędzy 1960 a 1965 rokiem (brak odpowiedniego Dziennika Urzędowego) przez przeniesienie siedziby GRN z Czarnej Dąbrówki do Nożyna i zmianę nazwy jednostki na gromada Nożyno.